# Basilepta lameyi
Basilepta lameyi là một loài bọ cánh cứng trong họ Chrysomelidae. Loài này được Lefevre miêu tả khoa học năm 1893.